# Józef Ankwicz

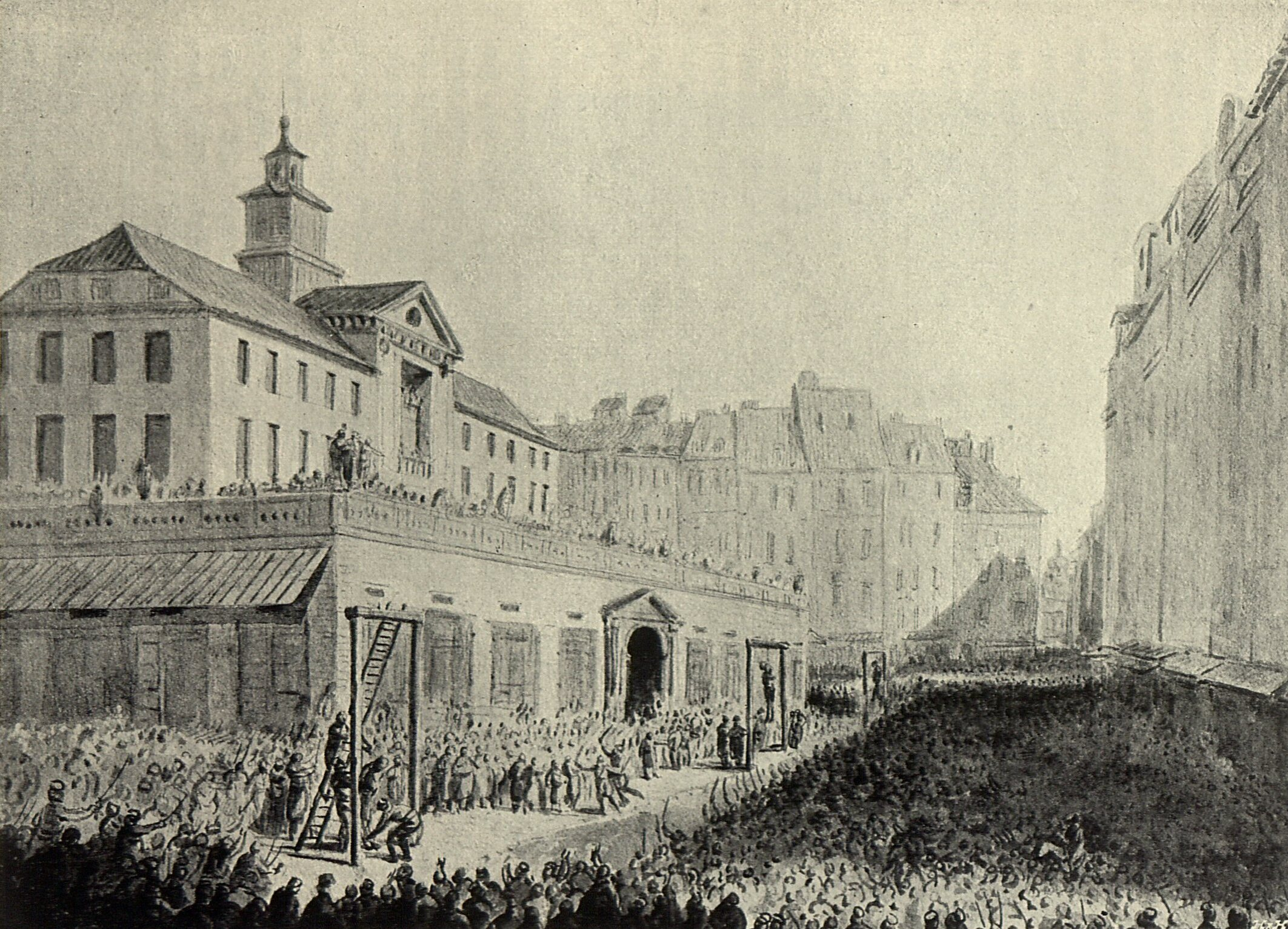
Jan Piotr Norblin – Wieszanie targowiczan na Rynku Starego Miasta 9 maja 1794 r.

Józef Ankwicz (ur. ok. 1750, zm. 9 maja 1794 w Warszawie) – kasztelan sądecki w latach 1782-1791, poseł ostatniego sejmu I Rzeczypospolitej – sejmu grodzieńskiego 1793, poseł nadzwyczajny i minister pełnomocny Rzeczypospolitej w Królestwie Danii w latach 1792-1793. Jako targowiczanin stał się symbolem zdrady narodowej. W czasie powstania kościuszkowskiego został powieszony w Warszawie.

## Życiorys

### Poselstwo w Kopenhadze
Był deputatem z województwa krakowskiego na Trybunał Główny Koronny w 1782 roku. Znany ze swojej zdolności przemawiania i gorliwej działalności sejmowej (był jednym z obrońców biskupa Kajetana Sołtyka w 1782), w związku z czym po dymisji Adama Wawrzyńca Rzewuskiego we wrześniu 1790 roku, został mianowany przez króla posłem misji dyplomatycznej Rzeczypospolitej w Danii, a pod koniec roku nominację zaakceptowała Deputacja Spraw Zagranicznych. Przysięgę przyjął Joachim Litawor Chreptowicz.
Początkowo Ankwicz starał się o placówkę w Madrycie, tam jednak wyjechał popierany przez Ignacego Potockiego Tadeusz Morski. Był członkiem konfederacji Sejmu Czteroletniego.  Poseł Ankwicz stawił się w Kopenhadze 18 marca 1791 roku. Jako przedstawiciel króla przedstawił ministrowi Bernstorffowi konstytucję 3 maja, jako dokument nie wymierzony przeciwko jakiemukolwiek państwu. Aktywnie zwalczał skierowaną przeciwko Polsce rosyjską agitację oraz inspirowaną przez nich wpływową „Gazetę Hamburską”. 
Na początku 1792 roku został odwołany do Warszawy w wyniku decyzji o likwidacji części misji zagranicznych. Była to dla niego porażka zarówno polityczna, jak i osobista: odebrano mu możliwość zabiegania o interesy polskie oraz utracił stałe źródło utrzymania (27 tysięcy florenów rocznie) i wpadł w ręce swych wierzycieli (był hazardzistą i żył ponad stan). Alarmował dwór królewski o zbliżeniu rosyjsko-szwedzkim, wobec czego brak placówki w zaniepokojonej sytuacją Danii byłby niezręcznością. Mając poparcie króla wrócił w czerwcu 1792 do Kopenhagi i poświęcił się dalszej działalności dyplomatycznej. Przekazywał do Polski informacje i sugestie Duńczyków (nakłaniali do porozumienia z Rosją – mimo wojny – bez oglądania się na sojusz z Prusami), a także próbował zaciągnąć pożyczkę na zakup broni. Szybki koniec wojny z Rosją i zwycięstwo konfederacji targowickiej zmusiły go do powrotu do Rzeczypospolitej w listopadzie 1792 roku. Jako bankrut pomoc finansową znalazł w ambasadzie rosyjskiej u Jakoba Sieversa.

### Po powrocie do Rzeczypospolitej
Z ramienia konfederacji targowickiej mianowany został w 1793 roku członkiem Komisji Edukacyjnej Koronnej. Był członkiem konfederacji grodzieńskiej 1793 roku.
Poseł na sejm grodzieński 1793 roku z województwa krakowskiego. Na sejmie grodzieńskim w 1793 roku został mianowany przez króla Stanisława Augusta Poniatowskiego członkiem deputacji do traktowania z posłem rosyjskim Jakobem Sieversem. Na posiedzeniu 23 września, wobec milczącego oporu Izby przeciw wnioskowi o zgodę na nowy zabór pruski, oświadczył, że „milczenie oznacza zgodę”. Pod koniec obrad sejmu grodzieńskiego został marszałkiem Rady Nieustającej przy poparciu ambasadora rosyjskiego.
9 maja 1794 w Warszawie, w czasie insurekcji kościuszkowskiej, na wniosek „jakobinów” został razem z trzema innymi osobami przekazany przez Radę Zastępczą Tymczasową pod jurysdykcję Sądu Kryminalnego, który skazał go na śmierć przez powieszenie, z natychmiastowym wykonaniem wyroku. Józef Ankwicz uznał jego słuszność, w odróżnieniu od innych targowiczan pod szubienicą zachowywał się godnie. Przyznał nawet, że „kto rozbiór podpisał, wart jest śmierci”. W tym samym procesie na śmierć zostali także skazani inni przywódcy targowicy: biskup inflancki Józef Kazimierz Kossakowski, hetman wielki koronny Piotr Ożarowski, hetman polny litewski Józef Zabiełło. Wraz z Ożarowskim i Zabiełłą został powieszony przed ratuszem na Rynku Starego Miasta. Tego samego dnia wieczorem pochowano go na polu pod Nalewkami.

### Tytuły i odznaczenia
- w 1778 otrzymał austriacki tytuł hrabiowski; podkomorzym (szambelanem) dworu austriackiego był od 1775[17]
- w 1781 roku został kawalerem Orderu Świętego Stanisława[18]
- w 1784 został odznaczony Orderem Orła Białego[19]